# Emiel Fleerackers
Emiel Fleerackers (Turnhout 17 april 1877 - Turnhout 1 juli 1948) was een Vlaamse schrijver.

## Biografie
Na zijn humaniora trad hij in 1899 in Aarlen toe tot de Sociëteit van Jezus (jezuïetenorde).
Van 1904 tot 1908 was hij studiemeester en leraar Nederlands aan het Sint-Jozefscollege in Aalst.
Tijdens die periode schreef en publiceerde hij reeds verzen. Van 1908 tot 1910 was hij leerkracht te Turnhout.
In 1910 verscheen als feuilleton in het weekblad De Kempenaar de eerste versie van Reineke Vos in de Kempen.
Hij studeerde theologie van 1910 tot 1914 in Dublin (Ierland).
Op 27 juli 1913 werd hij priester gewijd.
Bij het begin van de Eerste Wereldoorlog (1914-1915) verbleef hij in Nederland. In 1916 en tot 1919 was hij leraar poësis aan het Sint-Jozefscollege in Aalst.
Na de oorlog werd hij retoricaleraar in Turnhout, later in Antwerpen. Op het einde van zijn leven verhuisde hij opnieuw naar zijn geboortestad.
Naast zijn ontelbare gedichten en verhalen schreef Emiel Fleerackers nog toneelstukken, stelde hij literaire handboeken voor het middelbaar onderwijs en vertaalde hij (onder meer twee drama's van William Shakespeare.
Het bijna vergeten oeuvre van deze fijnzinnige humoristische moralist was in zijn tijd zeer populair bij het katholieke Vlaamse lezerspubliek.

## Publicaties
- Reineke Vos in de Kempen (1910)
- Kijkkast (1922)
- Opinies van Proke Plebs (1925)
- Uit de oude speeldoos (1926)
- Kronijken (1926)
- Voor de priesters. Sacerdos Christi patientis imago (1928)
- Luther in de buurt (1928)
- Baveloo-Boetjes (1933)
- Proke vertelt (1934)
- Brieven van nonkel pastoor (1935)
- Heiruiker (1935)
- Stille mensen (1935)
- De verhandeling (1940)
- Reyneke Vos in de Kempen (1942)
- Stijlleer en opstel
- Algemene stijlleer
- Rhetoriek (1946)
- Verzameld werk (1950-1956, samengesteld door pater E. Janssen en pater A. De Pauw S.J.)
  - Deel 1: Gedichten
  - Deel 2: Reineke Vos in de Kempen
  - Deel,3: Kijkkast
  - Deel 4: Opinies van Proke Plebs
  - Deel 5: Proke vertelt
  - Deel 6: Van Proke Plebs tot nonkel pastoor
  - Deel 7: Pastoor en parochie
  - Deel 8: Kronijken
  - Deel 9: Kleine mensen
- Humor en hart (bloemlezing, 1977)